# Homochaeta naidina
Homochaeta naidina är en ringmaskart som beskrevs av Bretscher 1896. Homochaeta naidina ingår i släktet Homochaeta och familjen glattmaskar. Inga underarter finns listade i Catalogue of Life.